# Neville Marriner
Sir Neville Marriner (ur. 15 kwietnia 1924 w Lincoln, zm. 2 października 2016) – brytyjski dyrygent i skrzypek.

## Życiorys
Marriner studiował w Royal College of Music oraz Konserwatorium Paryskim. W 1959 roku założył zespół Academy of St. Martin in the Fields, który prowadził do 1992 roku.
Był honorowym członkiem Royal Academy of Music. W 1979 roku otrzymał Order Imperium Brytyjskiego, a w 1985 roku tytuł szlachecki. Kawaler francuskiego Orderu Sztuki i Literatury (1995). W 2015 roku odznaczony został Orderem Towarzyszy Honoru. W 1984 roku premierę miał film Amadeusz Miloša Formana, do którego ścieżkę dźwiękową nagrał Marriner (był dyrygentem orkiestry). Album stał się jednym z najbardziej popularnych nagrań muzyki klasycznej i sprzedał się na świecie w liczbie 6,5 mln egzemplarzy. 15 listopada 2013 roku gościł w Poznaniu, gdzie poprowadził Orkiestrę Filharmonii Poznańskiej.